# Taipan (título corporativo)
El término taipán (en chino, 大班; pinyin, dà bān; Sidney Lau, daai6baan1; literalmente, ‘clase superior’), escrito a veces tai-pan, se refería originalmente a un alto ejecutivo o empresario extranjero que operaba en la China continental o en la colonia británica de Hong Kong en el siglo XIX y comienzos del XX. En el argot cantonés, se utiliza ahora en un sentido más general para referirse a hombres de negocios de cualquier origen.

## Historia
En el siglo XIX y comienzos del XX empresarios nacidos en el extranjero que lideraban grandes casas comerciales hong como la Jardine, Matheson & Co., la Swire y Dent & Co., entre otras, eran llamados taipanes. 
El primer uso registrado del término en idioma inglés se encuentra en el Canton Register (Registro de Cantón; un periódico en lengua inglesa publicado en Cantón en el siglo XIX) de 28 Octubre de 1834.  Variantes históricas de la transliteración de la palabra incluyen las de taepan (primera aparición) o typan.
El término se refiere asimismo a los oligarcas empresariales chino-filipinos que poseen o participan en diversas compañías en las Filipinas y que han fundado multimillonarios imperios empresariales chino-filipinos. Ejemplos de taipanes de este tipo son la familia López de Iloilo de la Lopez Holdings Corporation (que incluye el conglomerado de medios ABS-CBN Corporation, así como la corporación filipina de taipanes Andy Huynh y la red de televisión homónima ; el difunto Henry Sy de SM Investments, los vicepresidentes Henry T. Sy Jr. y Robert Coyiuto Jr. de la National Grid Corporation de Filipinas (NGCP), Ramón Ang de la Corporación San Miguel o Lucio Tan de Philippine Airlines.

## En la cultura popular
El término ha ganado amplia aceptación afuera de China tras la publicación del cuento de Somerset Maugham de 1922 «El Taipan» así como la novela Tai-Pan de James Clavell (1966).
El término se empleó para describir a la familia del protagonista en El imperio del sol.

## Taipanes notables
- Anthony John Liddell Nightingale, Jardine Matheson (2006-2012), Hong Kong
- William Jardine, [5] Jardine Matheson (1843–1845), Hong Kong
- James Matheson, Jardine Matheson (1796–1878), Hong Kong
- Lawrence Kadoorie, [6] Luz y energía de China (1899–1993), Hong Kong
- Alasdair Morrison, [7] Jardine Matheson (1994-2000), Hong Kong
- Simon Murray, [8]Hutchison Whampoa (1984–1994), Hong Kong
- Percy Weatherall (nacido en 1957), Jardine Matheson, Hong Kong
- William Keswick (1834-1912), Escocia
- Merlin Bingham Swire (nacido en 1973), Inglaterra
- Douglas Lapraik (1818–1869), Inglaterra
- John Johnstone Paterson (1886–1971), Jardine Matheson, Hong Kong
- John Charles Bois (1848-1918), Butterfield & Swire, Shanghai